# Spionidae
Spionidae är en familj av ringmaskar som ingår i ordningen Spionida och klassen havsborstmaskar. Enligt Catalogue of Life omfattar familjen Spionidae 572 arter. 

## Släkten
- Amphipolydora
- Anaspio
- Aonidella
- Aonides
- Aonis
- Aonopsis
- Apoprionospio
- Aquilaspio
- Atherospio
- Aurospio
- Australospio
- Boccardia
- Boccardiella
- Carazziella
- Cheironotus
- Colobranchus
- Dipolydora
- Dispio
- Gisela
- Laonice
- Laubieriellus
- Leucodore
- Lidaspio
- Lindaspio
- Malacoceros
- Mandane
- Marenzelleria
- Mesospio
- Microspio
- Minuspio
- Morants
- Nerine
- Nerinides
- Nerinopsis
- Orthoprionospio
- Paraboccardia
- Paraprionospio
- Paraspio
- Pasithoe
- Periptyches
- Polybranchia
- Polydora
- Polydorella
- Prionospio
- Pseudatherospio
- Pseudomalacoceros
- Pseudopolydora
- Pygophyllum
- Pygospio
- Pygospiopsis
- Rhynchospio
- Scolecolepides
- Scolecolepis
- Scolelepis
- Scolepis
- Spio
- Spione
- Spionereis
- Spiophanes
- Streblospio
- Tripolydora
- Xandaros